# Луцій Ветурій Красс Цікурін
Лу́цій Вету́рій Красс Цикурі́н (лат. Lucius Veturius Crassus Cicurinus; IV століття до н. е.) — політичний і військовий діяч Римської республіки, двічі військовий трибун з консульською владою (консулярний трибун) 368 і 367 років до н. е.

## Біографічні відомості
Походив із знатного патриціанського роду Ветуріїв. Про його молоді роки, батьків відомостей немає.

### Перша трибунська каденція
368 року до н. е. його було вперше обрано військовим трибуном з консульською владою разом з Спурієм Сервілієм Структом, Луцієм Папірієм Крассом, Сервієм Сульпіцієм Претекстатом, Тітом Квінкцієм Цинціннатом Капітоліном, Сервієм Корнелієм Малугіненом.
Коли народні трибуни Гай Ліциній Кальв Столон і Луцій Секстій Латеран привели племена до голосування з питання запропонованих законів на користь плебеїв, незважаючи на вето, накладене іншими народними трибунами, сенат призначив Марка Фурія Камілла вчетверте диктатором задля того, аби не допустити голосування законів, які пропонували Гай Ліціній і Луцій Секстій. Про дії Луція Ветурія Красса під час цієї каденції згадок у джерелах не залишилося.

### Друга трибунська каденція
У 367 р до н. е. його було вдруге обрано військовим трибуном з консульською владою разом з Марком Геганієм Мацеріном, Авлом Корнелієм Коссом, Марком Корнелієм Малугіненом, Публієм Манлієм Капітоліном і Публієм Валерієм Потіом Публіколою. При звістці про наближення галів, Марка Фурія Камілла було призначено диктатором у п'ятий раз. Про діяльність самого Луція Ветурія Красса під час цієї каденції також відомостей немає. У цьому році посаду військових трибунів з консульською владою було скасовано через те, що народні трибуни Гай Ліціній і Луцій Секстій провели закон, згідно з яким один з консулів мав бути обов'язково з плебеїв. 
Після цього року згадки в джерелах про Луція Ветурія відсутні.